# Церква Різдва Пресвятої Богородиці (Соснів)
Церква Різдва Пресвятої Богородиці в Соснові — парафія і храм греко-католицької громади Зарваницького деканату Тернопільсько-Зборівської архієпархії Української греко-католицької церкви в селі Соснів Тернопільського району Тернопільської области.

## Історія церкви
Православна парафія в селі була утворена ще в 1472 році, а будівництво храму завершили у 1628 році завдяки пожертвам Леона Суходольського. У 1805 році церкву освятив отець-канонік Костянтин Ліпніцький. З початку XVIII століття і до 1946 року парафія і храм перебували в лоні УГКЦ, і знову повернулися до неї у 1991 році, коли був зареєстрований статут.
Парафію відвідували з єпископськими візитаціями: владика Михаїл Сабрига (21 вересня 2001 року) та митрополит Василій Семенюк (15 лютого 2013 року). З 4 по 11 травня 2008 року на парафії відбулася місія, яку провів о. Михайло Шевчишин, ЧНІ. При церкві діють братство Матері Божої Неустанної Помочі, Вівтарна і Марійська дружини.
На території парафії розташовані хрест на честь скасування панщини та фігура Матері Божої. У власності громади є проборство, що складається з будинку та прибудови.

## Парохи
- о. Павула,
- о. Сабат (до 1924),
- о. Рибак (до 1930),
- о. Була (до 1934),
- о. Констянтин Шеремера (до 1940),
- о. Петрицький (до 1944),
- о. Мирослав Гладяк (до 1950),
- о. Я. Грицишин (1990—1991),
- о. М. Петрущак (1991—1993),
- о. Р. Каденюк (адміністратор (1993—2001), парох (з 2001).